# Clint Needham
Clinton (Clint) Dean Needham (Texarkana, 20 augustus 1981) is een Amerikaans componist, muziekpedagoog en trompettist.

## Levensloop
Needham studeerde aan het Baldwin-Wallace College Conservatorium in Berea, waar hij in 2004 zijn Bachelor of Music behaalde. Vervolgens studeerde hij aan de Indiana University in Bloomington en behaalde zijn Master of Music in 2006. Aan dezelfde universiteit voltooide hij zijn studies en promoveerde tot Ph.D. (Philosophiæ Doctor) in 2010. Tot zijn belangrijkste compositieleraren behoorden Claude Baker, Loris Ohannes Chobanian, David Dzubay, Michael Gandolfi, Per Mårtensson, Sven-David Sandström en Richard Wernick. Verdere docenten van hem waren Robert Beaser, Sydney Hodkinson, Christopher Rouse en George Tsontakis. Met een studiebeurs van de Susan en Ford Schumann stichting studeerde hij ook aan het Aspen Music Festival in Aspen en met een studiebeurs van de Wellesley Composers Conference bij Mario Davidovsky.
Hij is als huiscomponist en docent verbonden aan zijn alma mater, het Baldwin-Wallace College Conservatorium in Berea (Ohio).
Als componist won hij talrijke prijzen en onderscheidingen, zoals de tweede prijs tijdens de International Trumpet Guild Composition Contest (2004), de tweede prijs tijdens de Washington International Competition for Composers (2006), de William Schuman Prize/Broadcast Music, Inc. (BMI) Student Composer Award (2007), de Symphony in C Young Composers' Competition Award en de Heckscher Composition Prize van het Ithaca College School of Music (2008), de eerste prijs tijdens de International Frank Ticheli Composition Contest (2009), de American Society of Composers, Authors and Publishers (ASCAP)/Morton Gould Young Composer Award (2007 en 2009), de Charles Ives Scholarship van de American Academy of Arts and Letters (2010) en de International Barlow Prize (2011). Zijn werken werden uitgevoerd door orkesten zoals het American Composers Orchestra en het New York Youth Symphony Orchestra in de Carnegie Hall, de New York Classical Players, het Bloomington Symphony Orchestra, de Sioux City Symphony en de United States Air Force Band of the West. 

## Composities

### Werken voor orkest
- 2003 Legacies
- 2006 Earth and Green
- 2006 the Body Electric, voor orkest - ook in een versie voor kamerorkest (2009)
- 2007 Above the Tree Line, voor kamerorkest
- 2007 Concert, voor viool en orkest
- 2008 Chamber Symphony, voor kamerorkest
  1. Hammering Out
  2. Open-ended Echoes
  3. Radiant Nation
- 2008 Crossing Brooklyn Ferry, voor bariton en kamerorkest
- 2008 Radiant Nation
- 2010 Driving Music, voor strijkorkest
- 2010 Inside & Out
- 2011 Everyday Life
- 2011 Southern Air
- 2011 Urban Sprawl, voor kamerorkest
- 2011 When We Forget, voor kamerorkest
- 2012 Voices, voor strijkkwartet en orkest

### Werken voor harmonieorkest
- 2003 Legacies
- 2008 Radiant Nation
- 2010 Chase the Morning Sun
- 2010 Folk Songs Americana, voor sopraan en harmonieorkest
- 2011 Fractured Elements, voor trompet en harmonieorkest

### Vocale muziek

#### Werken voor koor
- 2003 Psalms 131 & 134, voor gemengd koor
- 2004 from where the rivers come, voor gemengd koor
- 2012 Dream Within a Dream, voor gemengd koor en orkest

### Kamermuziek
- 2003 Cleveland Sketches, voor trompet solo en trompetensemble
- 2003 Fanfares & Processional, voor groot koperensemble met slagwerk (optioneel)
- 2003 Koperkwintet "circus"
- 2003 Tribute, voor trompetensemble
- 2004 Viola Music, voor altviool solo
- 2005 Axioms, voor dwarsfluit, klarinet, slagwerk, piano, viool, altviool en cello
- 2006 Landscapes, voor pianotrio
- 2006 Strijkkwartet "shades of green"
- 2006 Three Miniatures, voor trompetkwartet
- 2007 Five Movements, voor blaaskwintet
- 2011 Color Study, voor altsaxofoon, trompet, trombone, slagwerk, piano en contrabas
- 2011 Dream Sequence, voor bastrombone en piano
- 2011 Oh Woo Fanfare, voor trompetsextet
- 2011 Our Last Year on Earth, voor dwarsfluit, klarinet, piano, viool en cello
- 2012 Voices, voor strijkkwartet en piano
- 2012 Eff(anfare), voor trompet solo

### Werken voor piano
- 2010 Assorted Preludes